# Seleção Peruana de Futsal Masculino
A Seleção Peruana de Futsal representa o Peru em competições internacionais de futsal.Sua organização está a cargo da Federação Peruana de Futebol, que é membro da Confederação Sul-Americana de Futebol e da FIFA.

## Melhores Classificações
- Copa do Mundo de Futsal da FIFA - Nunca participou da competição.
- Copa América de Futsal - 6º lugar em 2003.
- Terceiro lugar Jogos Bolivarianos (1): 2013.[3]
- Quarto lugar Campeonato Mundial de Futebol de Salão (FIFUSA/AMF) (2): 2003 e 2007.